# 1252
L'any 1252 (MCCLII) fou un any de traspàs iniciat en dilluns pertanyent a la baixa edat mitjana.

## Esdeveniments
Jaume I atorgà carta pobla a l'Alcúdia el 17 de gener.
- 15 de maig - El papa Innocenci IV promulga la butlla ad extirpanda, que autoritza la tortura als heretges per la Inquisició. Aquesta pràctica aviat s'estén per Europa.
- Neix el florí com a moneda, a Florència.
- Fundació de la ciutat d'Estocolm.
- Fundació de la regió de Brandenburg Oriental.
- Es completa l'església principal del Monestir d'Alcobaça.
- Inici del regnat d'Alfons X el Savi.[1]

## Naixements
- Conradí de Sicília

## Necrològiques
- 6 d'abril, Camí de Como a Milà: Pere Màrtir, frare dominic i inquisidor. És venerat com a sant per l'Església catòlica (n. 1205).[2]

- Ferran III de Castella
- Ramon Vidal de Besalú (data probable)